# Шапел на Лоари
Шапел на Лоари (фр. Chapelle-sur-Loire) је насељено место у Француској у региону Центар, у департману Ендр и Лоара.
По подацима из 2011. године у општини је живело 1527 становника, а густина насељености је износила 79,66 становника/km².

## Демографија
| 1962. | 1968. | 1975. | 1982. | 1990. | 2011. |
| ----- | ----- | ----- | ----- | ----- | ----- |
| 1.648 | 1.472 | 1.275 | 1.385 | 1.386 | 1.527 |